# Château Aselmeyer
Le château Aselmeyer (ou, plus exactement, château Grifeo des princes de Partanna) est un édifice néo-gothique construit par l'architecte anglo-napolitain Lamont Young, sur le corso Vittorio Emanuele, à Naples, dans le quartier de Chiaia. 

## Histoire et description
Après l'achat des terrains expropriés pour construire une nouvelle rue, la construction de la structure incluait initialement (en 1899) la construction d'un hôtel, en correspondance avec le parc Grifeo. 
Le bâtiment a été érigé en 1902 comme résidence principale de l'architecte, et deux ans plus tard, a été vendu au banquier Carlo Aselmeyer. Dans les années suivantes, l'intérieur a progressivement été divisé et fractionné, en divers appartements privés.
Le bâtiment représente l'un des exemples les plus réussis de l'architecture néo-gothique de la ville.
Le projet combine des éléments de l'architecture gothique anglaise, comme des arcs en ogives, des grandes fenêtres, des flèches, ainsi que la présence de tours crénelées, afin de donner au château un caractère médiéval. Les matériaux utilisés pour la construction du château, sont, pour l'extérieur et les tours, entièrement en pierre du Vésuve, tandis que les intérieurs (plafonds, planchers, murs, escaliers, portes) sont tous en bois.
Le château sera une œuvre décisive pour l'architecte, qui, vingt ans plus tard, construira, toujours à Naples, un autre bâtiment assez semblable, la villa Ebe, sur les rampes de Pizzofalcone.

## Photographie

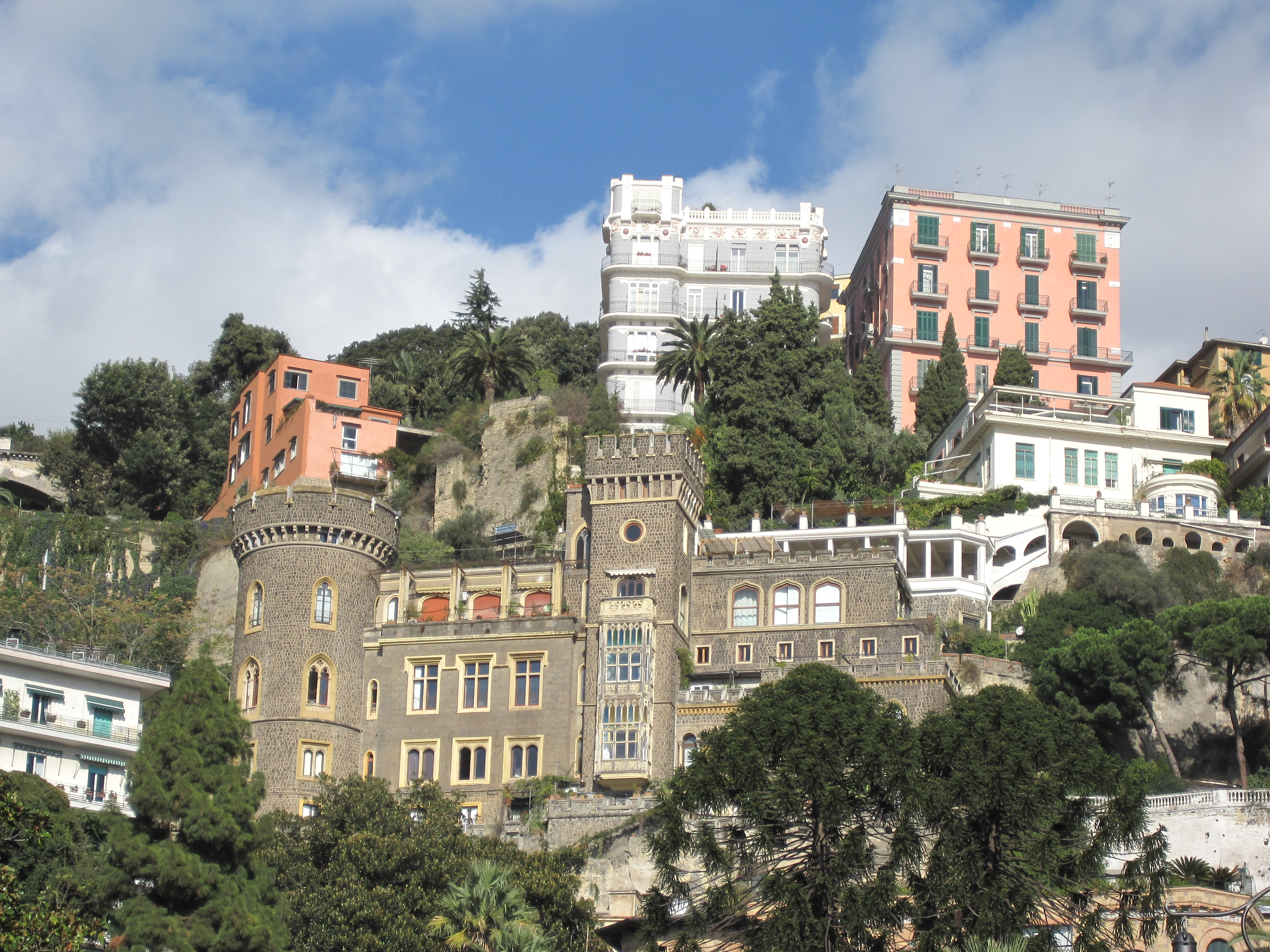
Détail de la façade.